# Viktor Olsson
Viktor Natanael Olsson, född 3 augusti 1898 i Ålstad, Fors socken i Älvsborgs län, död 14 juli 1983 i Sjuntorp, var en svensk målare.
Han var son till lantbrukaren Olof Hansson och Johanna Johansdotter. Olsson studerade konst för Tor Bjurström vid Valands målarskola i Göteborg 1922–1925. Han arbetade därefter inom lantbruket och bedrev sin konstnärliga verksamhet på fritiden. Han vidareutbildade sig senare för Kræsten Iversen i Köpenhamn 1940. Separat ställde han ut på Göteborgs konsthall 1938 och tillsammans med Oscar Johansson ställde han ut 1948. Han medverkade i samlingsutställningar med Göta Älvdalens konstförening. Olsson räknades som en utpräglad Göteborgsmålare och hans konst består av stilleben, hamnmotiv, porträtt och landskap. Olsson är representerad vid Göteborgs museum, Vänersborgs museum och Gustav VI Adolfs samling.